# غوستافو منديز (لاعب كرة قدم)
غوستافو منديز (بالإسبانية: Gustavo Méndez)‏ هو حكم كرة قدم ولاعب كرة قدم أوروغواياني، ولد في 24 نوفمبر 1967.

## وصلات خارجية
- غوستافو منديز على موقع Soccerway.com (الإنجليزية)